# Газчи (футбольний клуб)
Футбольний клуб «Газчи» Газоджак або просто «Газчи» — туркменський професіональний футбольний клуб із міста Газоджак.

## Історія
Футбольний клуб «Газчи» (Газоджак) був заснований в місті Газоджак в 2003 році. У 2003 році він дебютував у Вищій лізі Туркменістану. Команда посіла 7-ме місце. Наступного сезону клуб був останнім в турнірній таблиці, але залишився у Вищій лізі. У 2005 році «Газчи» став віце-чемпіоном країни, але в наступному сезоні у Вищому дивізіоні вже не виступав. Потім, клуб грав у Першій лізі.

## Досягнення
- Чемпіонат Туркменістану
  -  Срібний призер (1): 2005

- Кубок Туркменістану
  - 1/2 фіналу (1) — 2004

## Відомі гравці
- Арсен Багдасарян
- Гахруманберди Чонкаєв
- Бахтияр Ходжаахмедов
- Азат Мухадов
- Даянчгулич Уразов